# Myrmelachista dalmasi
Myrmelachista dalmasi är en myrart som beskrevs av Auguste-Henri Forel 1912. Myrmelachista dalmasi ingår i släktet Myrmelachista och familjen myror. Inga underarter finns listade i Catalogue of Life.